# Bedřich Soffer
Bedřich Soffer (8. července 1898 Královo Pole – 5. září 1928 Tvarožná) byl československý automobilový závodník. Závodil na vozech Sénéchal (1925-1927) jako soukromý jezdec a na závodních vozech Zbrojovky Brno (1926-1928) jako tovární jezdec. Ve své době patřil k nejpopulárnějším automobilovým závodníkům v Brně a na Moravě.

## Životopis
Bedřich Soffer se narodil v Králově Poli. Oblíbil si automobilismus již za první světové války, kde se „seznámil“ s jízdami autem. Na italské frontě byl zajat, do československé legie v Itálii byl zařazen 20. února 1919. Jako legionářský důstojník po návratu z Itálie sloužil u 2. automobilového praporu v Brně jako učitel automobilového vojska, v hodnosti nadporučíka. Byl též členem lehkoatletického klubu Moravské Slavie, jíž dobyl řadu cen. Byl to tyčkař a dálkař, později činovník klubu.
Po odchodu z vojenské služby do zálohy (1921) si zařídil svou vlastní autoškolu (Automobilová škola B. Soffer, náměstí Svobody 10, dům U Čtyř mamlasů, Brno) a začal také na automobilech závodit. Jako řidič doprovázel profesora Karla Absolona při jeho první velké cestě po Jugoslávii. Soffer zprvu závodil na francouzském voze Roberta Sénéchala, později na vozech brněnské Zbrojovky, u které vytvořil s Müttermüllerem a Stohanzlem významnou závodnickou trojici. Závody automobilů do vrchu Zbraslav-Jíloviště, Brno-Soběšice, v Karlových Varech, na Ecce Homo a Knovíz-Olšany resp. na Pradědském okruhu byly svědkem jeho výborných výkonů. Řady vítězství dosáhl i na tehdy oblíbených automobilových turnajích v Brně, v Jihlavě, ve Vsetíně atd.
Jeho hvězdná řada úspěchů přestávala v druhé polovině roku 1928 zářit. Po neúspěchu v Karlově Studánce (1928) a po nezdařené účasti na srpnové Alpské jízdě (1928) se rozhodl vzdát se závodnické kariéry. Přesto chtěl se šestiválcovou Zetkou dokončit vývoj a přivést nový vůz k významnému vítězství na mezinárodním závodě. To mělo být na 10. ročníku závodu do vrchu Ecce Homo ve Šternberku, který se konal 16. září 1928.
Při zkušební jízdě s tímto vozem 5. září 1928 havaroval a při nehodě zahynul. Pohřeb tragicky zahynuvšího, 30letého Bedřicha Soffera s vojenskými poctami se uskutečnil 8. září v Brně a byl pohřben na Ústředním hřbitově města Brna. Pomník Bedřichu Sofferovi zbudoval Čs. autoklub pro Moravu a Slezsko (ČAMS) na jaře roku 1929 na místě, kde se B. Soffer 5. září 1928 stal oběti automobilového neštěstí. Návrh pomníku vypracoval brněnský architekt ing. B. Čermák. Jednoduchý pomník z betonu (obelisk přes 6 m vysoký) byl umístěn na silnici z Brna do Vyškova u kilometrovníku 12,4, u křižovatky silnic II/430 a III/4179. Pomník byl v roce 2004 po konzultacích s Technickým muzeem v Brně rekonstruován firmou Super-Krete z Prahy a 10. října slavnostně předán veřejnosti.

## Největší úspěchy
- vítězství ve třídě do 1,1 l na závodu automobilů do vrchu Brno-Soběšice na Sénéchalu (1925)
- vítězství ve třídě do 1,1 l na závodu automobilů do vrchu v Karlových Varech (Panorama) na Sénéchalu (1925)
- absolutní vítězství na Prvním automobilovém a motocyklovém turnaji v Brně (1925)
- vítězství ve třídě do 1,1 l na závodu automobilů do vrchu Ecce Homo na Sénéchalu (1926)
- vítězství ve třídě do 1,1 l na závodu automobilů do vrchu Zbraslav-Jíloviště na Sénéchalu (1927)
- vítězství ve třídě do 1,1 l na závodu automobilů do vrchu Knovíz-Olšany na Sénéchalu (1927)
- vítězství ve třídě do 1,1 l na závodu automobilů do vrchu Brno-Soběšice na Z 18-Sport (1927)
- vítězství ve třídě do 1,1 l na závodu automobilů do vrchu Brno-Soběšice na šestiválcovém Z 6V (1928)
- vítězství ve třídě do 1,1 l na závodu automobilů do vrchu Knovíz-Olšany na šestiválcovém Z 6V (1928)
- vítězství továrního týmu Zbrojovky ("Flieger"/Stohanzel, Müttermüller a Soffer) na mezinárodní Rakouské zimní soutěži spolehlivosti (1928)

## Závodní kariéra
- 1925

První vítězství zaznamenal Bedřich Soffer na závodu do vrchu, na II. ročníku Brno-Soběšice na trati vedoucí z Králova Pole v délce 3500 m do Soběšic, když na značně odlehčeném cyclecaru Sénéchal 10. května 1925 v třídě závodních automobilů do 1,1 l (st. č. 53) dojel v čase 3:30,3 min a vytvořil rekord třídy. Cyclecary Sénéchal SS byly vybaveny zážehovým, kapalinou chlazeným řadovým čtyřválcem (R4) s rozvodem OHV. Zdvihový objem motoru byl 972 cm³ při vrtání 57,0 mm a zdvihu 95,0 mm. Typ S (Sport) dosahoval rychlosti 85 km/h a silnější SS (Super Sport) 100 km/h. Vrcholným typem byl Sénéchal GS (Grand Sport) se čtyřválcem Ruby o zdvihovém objemu 1100 cm³, který lehkému vozíku uděloval rychlost 115 km/h. V Československu se pro cyclecary (hmotnost obvykle pod 360 kg) samostatná třída zpravidla nevypisovala, proto byl tento cyclecar zařazován mezi automobily. Aby výjimka potvrzovala toto pravidlo, na III. mezinárodním automobilovém závodu do vrchu Panorama v Karlových Varech konaném 12. července 1925 za pořadatelství chebského Egerländer AC byla třída cyclecarů vypsána. V kategorii do 1,1 l zvítězil v ustavujícím rekordu Soffer na Sénéchalu a dosáhl času 2:35,1 min. Absolutním vítězem závodu se stal Jindřich Knapp na závodním voze Walter 0 v rekordním času tratě 1:59,5 min před Čeňkem Junkem na Bugatti Type 35. O týden před tímto závodem (5. července 1925) se Soffer na Sénéchalu zúčastnil 5. ročníku závodu do vrchu Schöber. V kategorii závodních automobilů do 1100 cm³ obsadil 2. místo za Němcem Dietzem na Salmsonu.

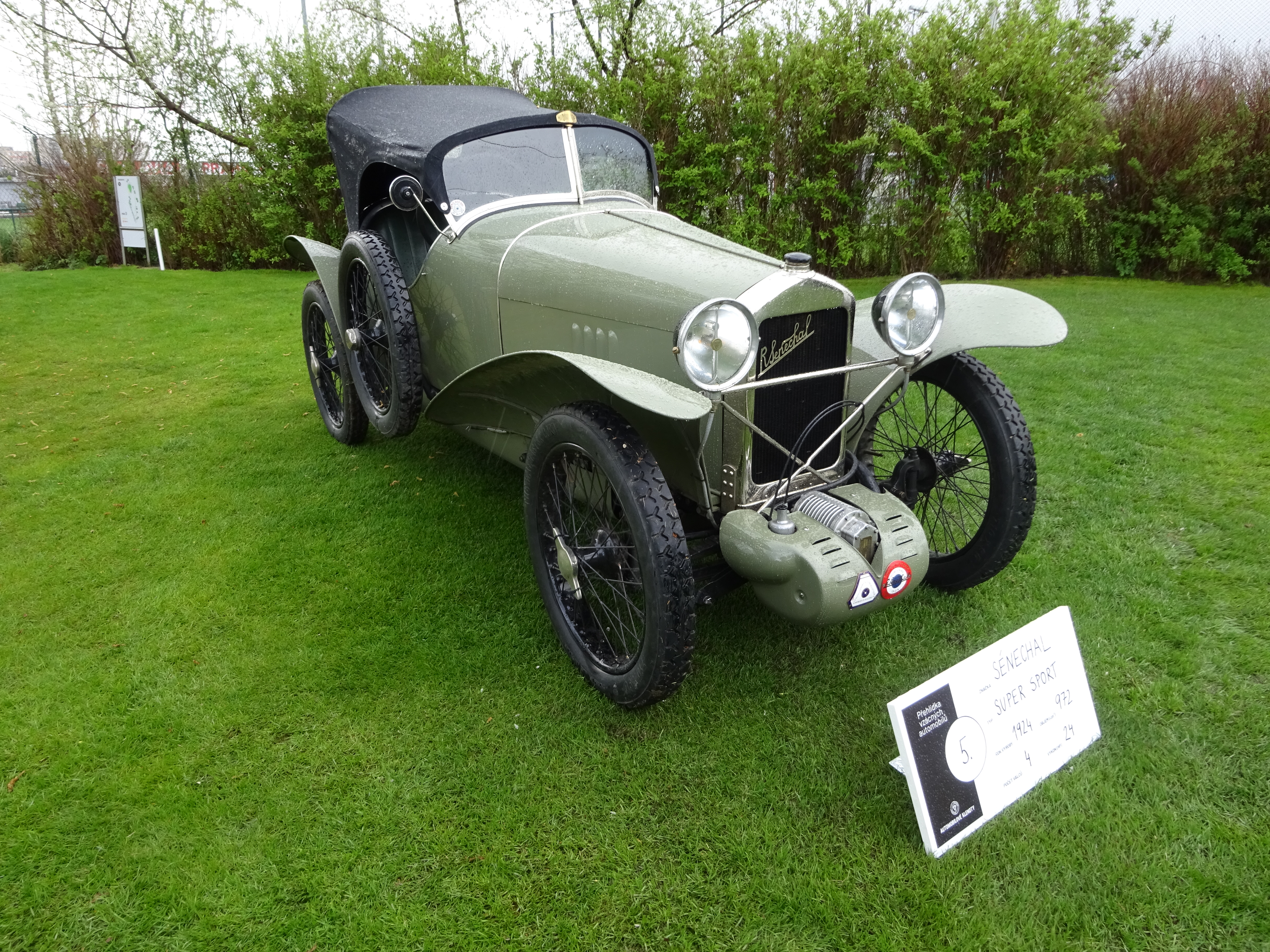
Senéchal Super Sport, objem 972 cm³, výkon 17,6 kW/24 k (1924)

Poprvé úspěšně absolvoval volný mezinárodní závod automobilů do vrchu Ecce Homo ve Šternberku 20. září 1925. Na cestovním, sériovém Sénéchalu 1100 skončil v čase 7:57,9 min na 2. místě ve třídě do 1,1 l (za Müttermüllerem na Tatře 11), v kategorii cestovních automobilů na 10. místě a celkově na 26. místě. Absolutní prvenství na Ecce Homo si v roce 1925 připsal hrabě Ullrich Kinský na šestiválcovém Steyru VI Sport, který si tak odčinil odstoupení v předchozím ročníku závodu, kdy havaroval. K vítězství v čase 5:46,2 přidal zisk nového rekordu trati.

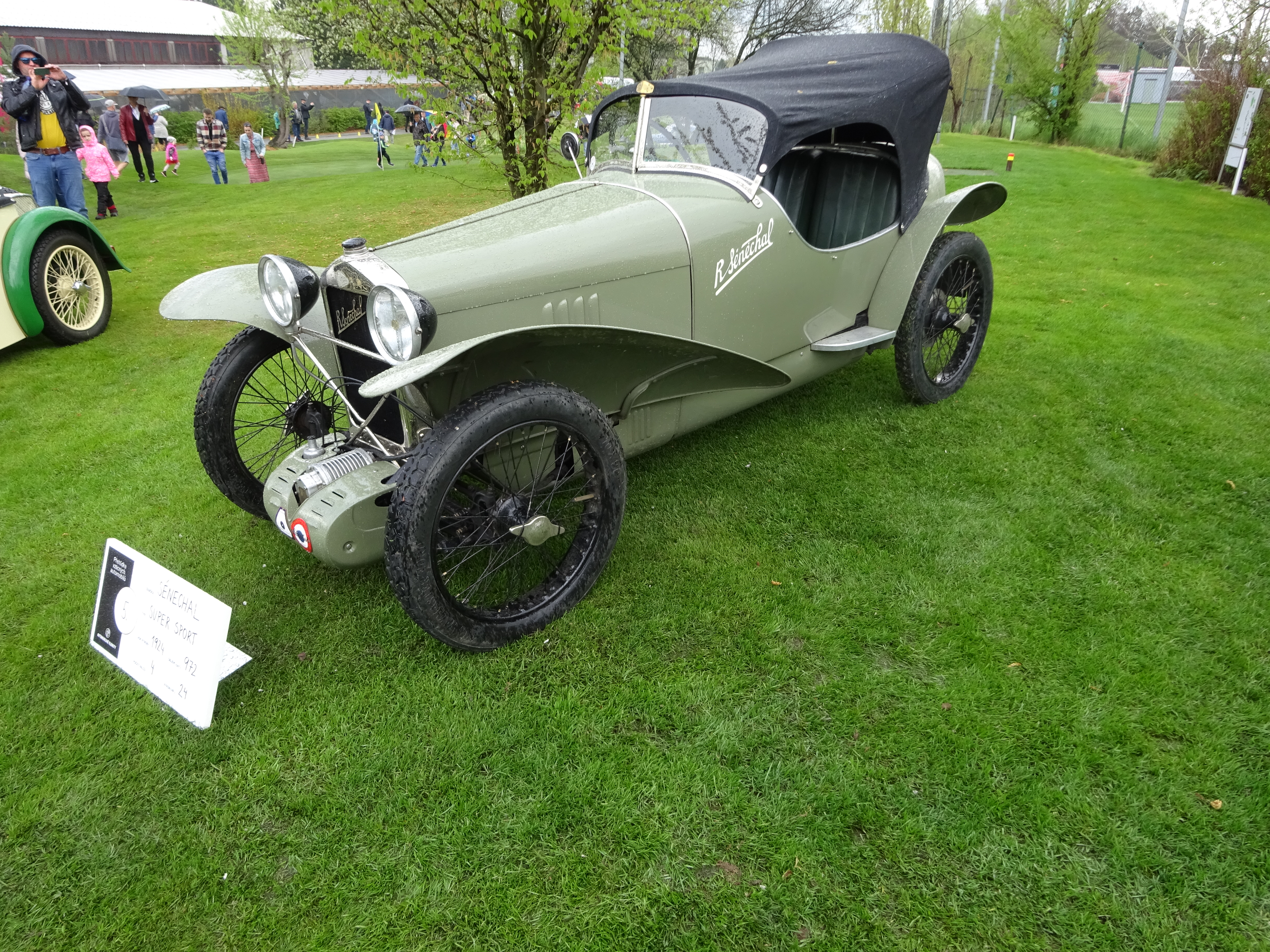
Cyclecar Senéchal Super Sport, roadster (1924)

Na závěr sezony startoval na Prvním automobilovém a motocyklovém turnaji v Brně (27. září 1925). Dopolední start do turnaje pravidelnosti se odehrál na Jakubském náměstí. Soutěž 67 km dlouhá vedla brněnskými ulicemi přes Velkou Klajdovku, Ochoz a pak po olomoucké silnici zpět do Brna. Odpolední soutěže obratnosti se odehrály na Sokolském stadionu. Na turnaji zvítězil se 154 body Bedřich Soffer na Sénéchalu. Na 3. místě skončil další známý brněnský sportovec Karel Divíšek na Tatře (170 bodů). 
- 1926

Novou sezónu zahájil Soffer dvěma druhými místy. Na Automobilovém turnaji ve Zlíně (1. května 1926) s novým závodním Sénéchalem a na 10. ročníku závodu do vrchu Zbraslav-Jíloviště 9. května 1926. Na Zbraslavském kopci v kategorii závodních automobilů do 1,1 l (st. č. 75) obsadil na Sénéchalu výborné 2. místo v čase 4:27,9 min. V této třídě zvítězil Arnošt Dietz na Salmsonu (vítěz závodu Knovíz-Olšany z roku 1924) a celkovou vítězkou celého závodu se stala v nejlepším času dne 3:15 min Eliška Junková na sportovním, dvoulitrovém Bugatti T35 (třída 1500-2000 cm³). Československý Automobilový Klub pro Moravu a Slezsko (ČAMS) pořádal v neděli dne 6. června 1926 III. ročník závodu do vrchu Brno—Soběšice. V závodních automobilech do 1100 cm³ bohužel B. Soffer na Sénéchalu nedojel. Z vítězství v absolutním pořadí se radovala Eliška Junková na Bugatti, která dosáhla času 2:29,6 min a porazila svého manžela Čeňka o necelou vteřinu.
Na 1. ročníku Pradědského okruhu konaném 20. června 1926 startoval B. Soffer v kubatuře do 1100 cm³ opět na Sénéchalu. Závod se jel na 10 kol (224 km). Byl to první automobilový závod na okruhu, který se v Československu uskutečnil. Místem legendární 1. Československé Tourist Trophy v okolí Karlovy Studánky se stal Pradědský okruh. Nedojel sice do cíle, ale zajel nejrychlejší kolo své kubatury. To Bedřich Soffer zajel v čase 18:56 min (průměrná rychlost 77 km/h, 3.kolo), ale pak v 5. kole odpadl pro defekt ložiska. Za nejrychlejší kolo Soffer získal cenu nazvanou po nedávno zesnulém (11. září 1925) předsedovi AKRČs., prof. MUDr. Otakaru Kukulovi.
Na Automobilovém turnaji v Jihlavě (27. června 1926) poprvé startoval s novým automobilem brněnské Zbrojovky Z 18. V kategorii seniorů zvítězil (176 bodů) před Divíškem na Walteru P (224 bodů). Soffer od pořadatelů (ČAMS, pobočka Jihlava) obdržel broušenou vázu z olovnatého skla. Soffer se Z 18 zvítězil mezi seniory i 25. července 1926 na Automobilovém turnaji ve Vsetíně před Lacinou a Divíškem. S tímto vozem Bedřich Soffer absolvoval 8.-9. srpna 1926 dálkovou jízdu Praha-Paříž. Při oficiálně sledované jízdě kontrolory (tajemník ČAMS Karel Fr. Štursa a redaktor brněnských LN) dosáhl času 24 h 30 minut, čímž o překonal rok starý rekord 27 h 15 min. redaktora Jaroslava Kalvy.
Soffer se na závodním Sénéchalu přihlásil i k 6. ročníku závodu Ecce Homo (19. září). V třídě závodních vozů do 1,1 l zvítězil v čase 7:24,8 min. Závodu uspořádaném Moravsko-slezským automobilovým klubem (MSAC, Mährisch-Schlesischer Automobil Club) z Brna přihlíželo na 20 000 diváků. Celkovým vítězem se v novém rekordu trati stal Čeněk Junek na Bugatti T35B.
- 1927

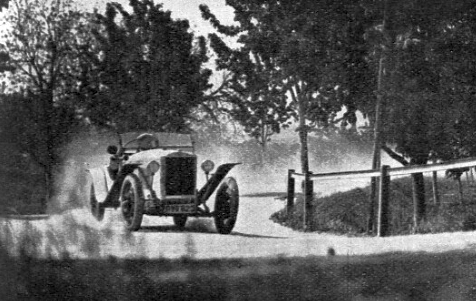
Bedřich Soffer, Z 18 Sport (Brno-Soběšice 1927)

V zimní soutěži spolehlivosti W.M.H.V. (Vídeňský svaz pánských jezdců) z Vídně do Burgerlandu dobyla brněnská Zbrojovka se svými vozy Z 18 "teamové" ceny. Řidiči R. Müttermüller, nadporučík v.v. B. Soffer a major v.v. K. Stohanzel v prvním mezinárodním startu těchto vozů na soutěži dlouhé 130 km dojeli bez trestných bodů. V neděli 24. dubna 1927 na Automobilovém turnaji v Třebíči na 100 km obsadil na Z 18 v mrtvém závodě dělené 1. místo společně s ing. Vejrostou, který jel na voze Praga Piccolo.
Největšího úspěchu dosáhl Bedřich Soffer (st. č. 68) na XI. ročníku mezinárodním závodu do vrchu Zbraslav-Jíloviště 8. května 1927. Zvítězil na Sénéchalu v třídě sportovních vozů do 1,1 l v čase 4:20,3 min. V hlavní kategorii byl famózní čas Alberta Diva z roku 1925 snížen Huldreichem Heusserem na pětilitrovém Steyru o 1,2 s a poprvé tak byl dosažen čas pod 3 minuty. Z československých závodníků se nejlépe umístil Čeněk Junek na Bugatti T35B, který vyhrál kategorii závodních automobilů do 3000 cm3 a celkově obsadil 2. místo.
Krátce po zbraslavském závodu se uskutečnil 4. ročník závodu do vrchu Knovíz-Olšany (15. května, trať závodu 3 200 m), který uspořádal K.A.M. pro severozápadní Čechy. I zde nenechal Bedřich Soffer nic náhodě a bezpečně zvítězil na Sénéchalu ve třídě sportovních automobilů do 1,1 l, přičemž vytvořil i rekord třídy v čase 2:36,3 min. Na 2. místě skončil jeho "budoucí kolega" Josef Mamula na stroji Z 18 Sport (tehdy označované jako Z 4/18 HP). To byl poslední závod Bedřicha Soffera na voze Sénéchal.
Ke IV. ročníku závodu Brno—Soběšice, který se konal 5. června 1927 za pořadatelství ČAMS, byl původně přihlášen i B. Soffer, startující za Automobilovou školu B. Soffer, Brno na voze Sénéchal. Ve vlastním závodě však už startoval v nově utvořeném továrním týmu Čs. Zbrojovky Brno. Ve třídě sportovních vozů do 1,1 l zvítězil Soffer v čase 3:16,6 min na Z 18 Sport, čímž vytvořil rekord třídy, před Rychardem Müttermüllerem o 0,3 vt. na stejném voze. Československá Zbrojovka Brno začala pod označením Z vyrábět automobily (konstrukce ing. František Mackerle) v roce 1926 a pro podporu prodeje zřídila v roce 1927 tovární tým, kterému poskytla první vyráběný automobil řady Z, sportovní verzi automobilu Z 18 označenou jako Z 18 Sport. Povedená Z 18 se stala základem ke stavbám různých soutěžních a závodních variant. První ostré nasazení na Soběšickém kopci přineslo novému týmu i vozu první "double".
Na 2. ročníku Pradědského okruhu (19. června) již startoval tovární tým Zbrojovky Brno se třemi vozy. Vavřín v kategorii do 1,1 l, která se jela na 10 kol (224 km), pro brněnskou Zbrojovku získal Rychard Müttermüller v čase 3:06:15,7 h. Úspěch Zetky byl dokonán i třetím místem mjr. ve výslužbě, Karla Stohanzla (závodící od toho data pod pseudonymem "Flieger", které si zvolil jako bývalý vojenský pilot v rakousko-uherské armádě) a šestým místem Bedřicha Soffera, který zajel v předposledním, 9. kole nejrychlejší kolo třídy za 18:10,9 min. Všichni zbrojováci jeli na typu Z 18. Soffer dojel na 6. místě, přestože ve 3. kole vrazil do Kášova vozu Imperia, který po smyku zůstal stát napříč silnice. Soffer se zachránil prudkým zabrzděním, vůz šel do smyku, přičemž mu praskla pneumatika na předním kole. Oprava stála Soffera 3 kola, o které mu ostatní ujeli. Závod dokončil o více než 65 minut za vítězem. V případě Sofferova vozu se mělo jednat o první použití prototypového, šestiválcového motoru, který se mu stal později osudným. Jednalo se o dvoudobý přeplňovaný šestiválec s protiběžnými písty označený jako Z 2 a byl vestavěn do sportovně-závodního speciálu označeném jako Z 6V.
Na VII. ročníku mezinárodního závodu do vrchu Schöber (Stožec) u Rumburka v kategorii sportovních vozů do 1,1 l byl Müttermüller první za 3:06,4 min, druhý byl Soffer (3:12,9 min). V kategorii závodních vozů do 1,1 l byl nasazen "Flieger" (Stohanzel) a obsadil první místo v čase 3:08,4 min. Na konec sezóny 1927 startoval Soffer 18. září 1927 na VII. mezinárodním závodu do vrchu Ecce Homo, kde se strojem Z dojel v čase 7:37,5 min skončil na 2. místě v kategorii do 1,1 l, na 4. místě v závodních vozech a na 29. místě v celkovém pořadí.
- 1928

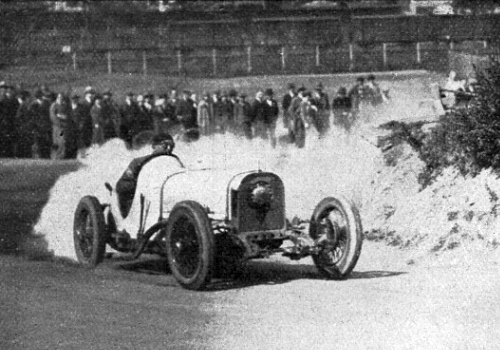
Bedřich Soffer na voze Z 6V (Brno-Soběšice 1928)

Soutěžní sezóna byla zahájena již 22. ledna účastí továrního týmu Zbrojovky na mezinárodní Rakouské zimní soutěži spolehlivosti. Ve velké a silné konkurenci, složené z vozů známých osvědčených značek, dobyl tříčlenný tým »Zetek« ("Flieger", Müttermüller a Soffer) vítězství opravdu senzačního, neboť dojel s matematickou jistotou bez jediného trestného bodu. Získal cenu pro tým a tři medaile pro jednotlivce, jakož i pohár za nejpravidelnější a nejhospodárnější jízdu. Tento úspěch se stal nejlepším vysvědčením pro kvalitu sériových vozů »Z«.

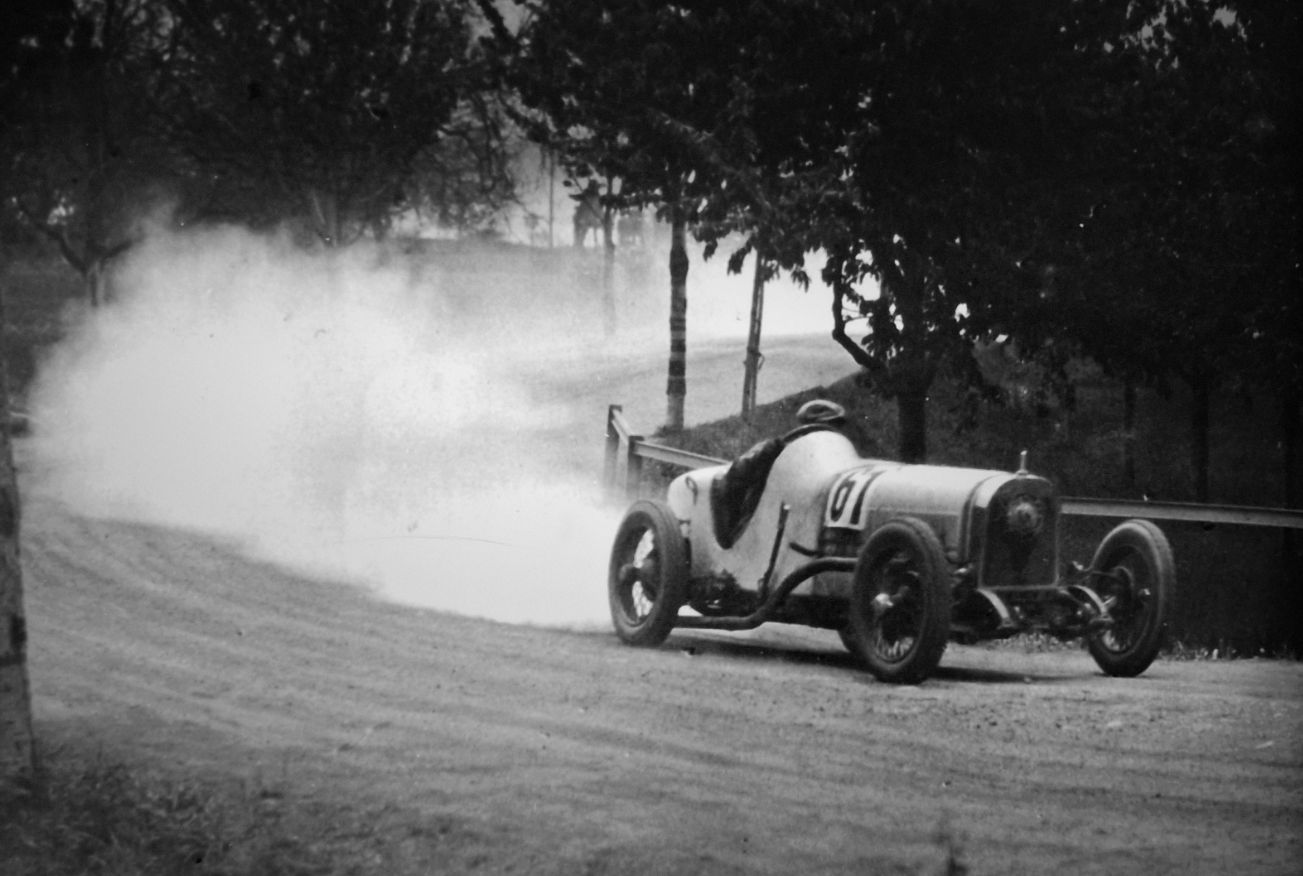
Z 6V (šestiválec s kompresorem), Soffer, Brno-Soběšice (1928)

Agilní ČAMS uspořádal 1. května ve Zlíně na hřišti SK Baťa automobilový a motocyklový turnaj. Turnaj se uskutečnil za pěkného počasí a velmi četné návštěvy, měl díky dobré organizaci hladký průběh a vzbuzoval vhodně volenými úlohami živý zájem obecenstva. V automobilech do 1.5 l zvítězil Soffer na voze "Z" 191 b. před Karlem Divíškem na stejném voze.
5. ročník klubového závodu ČAMS do vrchu Brno-Soběšice (13. května) měl jistou "senzaci", a to startem nových závodních vozů Z brněnské Zbrojovky, která vyslala do závodu jeden vůz Z 6V se šestiválcovým, dvoudobým motorem (Z 2) o zdvihovém objemu 1085 cm3 se dvěma kompresory (Bedřich Soffer) a také znamenitý dvoutaktní dvouválec s kompresorem (Müttermüller a "Flieger"). Ačkoliv tyto vozy ještě ne zcela vyšly ze stadia pokusů a byly vyslány do závodu možno říci také experimentálně, přece hned na poprvé dokázaly v rukou výborných řidičů zvítězit. V kategorii závodních vozů do 1,1 l Bedřich Soffer bezkonkurenčně ve své kategorii zvítězil a dokonce ustanovil pro tuto třídu nový rekord trati v čase 2:53,6 min. Nový Z 6V pro svůj ohromující řev a oblaka dýmu z přeplňovaného dvoutaktního motoru dostal přezdívku Pekelník. "Flieger" s Müttermüllerem obsadili prvá dvě místa v závodě sportovních vozů do 1,1 l. Úspěch Zbrojovky byl dokonán prvními 3 místy v cestovních vozech do 1000 cm³, kde jezdci za Zetkách obsadili stupně vítězů v pořadí Karel Divíšek, J. Najman a ing. Václavíková-Zichová.

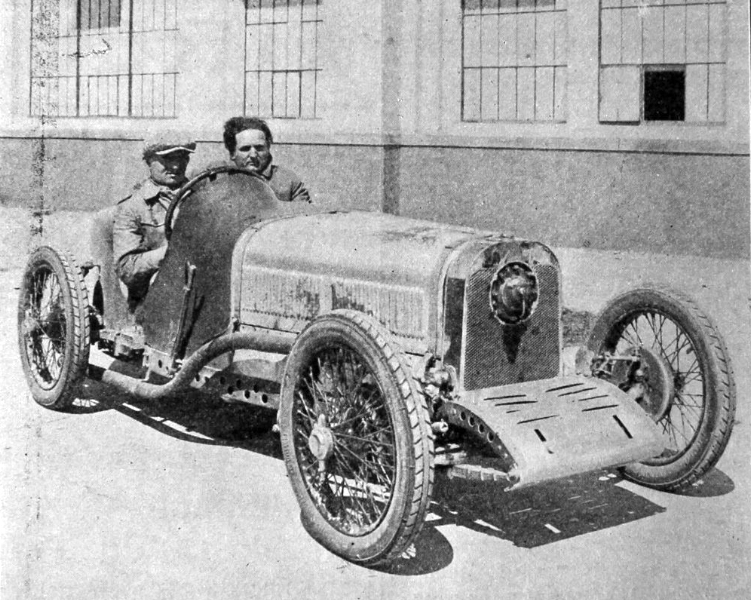
Bedřich Soffer na šestiválci Z (1928)

Na III. ročníku Pradědského okruhu (3. června) Soffer opět startoval na novém šestiválci Z 6V v kubatuře do 1100 cm³. Zbrojovka vyslala do závodu 7 jezdců, z nichž byla většina na nových šestiválcích s kompresory a nebo na dvouválcích s kompresory. Sofferův týmový kolega "Flieger" na Zetce již již vypadal jako jistý vítěz. Vedl ještě po 10. kole, když již do cíle mu scházela jen dvě kola. Zde ho zastihla porucha, která ho vyloučila z boje a uvolnila cestu vítězství Liebigovi na Amilcaru (12 kol/268,8 km). Tato kategorie měla vážnou nehodu. Soffer se smykl v zatáčce tak, že rozbil vůz a zadkem svého vozu rozbil i dva motocykly diváků. Jeho mechanik utrpěl zlomeninu nohy. Ale kupodivu — opilec, který spal téměř na samém místě neštěstí, vyvázl bez škrábnutí, ba probudil se prý teprve tehdy, když celá nehoda se již byla odehrála, napsaly Národní listy. Čestná cena ministerstva národní obrany za nejrychlejší kolo automobilu československé výroby byla udělena Leo Kargerovi na voze Z 6V, které ujel za 16:03,7 min (82,2 km/h). Fr. Liebig na voze Amilcar zvítězil za 3:38:35,8 min před Arnoštem Procházkou a Josefem Mamulou na Zetkách. Ze sedmi vozů na startu bylo jich klasifikováno 5.
K 5. ročníku národního závodu do vrchu Knovíz-Olšany (24. června) se na start dostavilo 39 strojů, z toho 21 motocyklů, 6 sidecarů a 12 automobilů. V závodních automobilech do 1,1 l zvítězil na Z 6V Bedřich Soffer v čase 2:37,4 min a ve sportovních automobilech do 1,1 l Josef Mamula, který překonal Sofferův rekord na Sénéchalu z roku 1927. Celkově v závodě zvítězili manželé Junkovi. Oba startovali na závodních vozech Bugatti do 2 l: Čeněk v čase 2:08 min. a Eliška 2:13,5 min. To byl poslední vítězný závod Čeňka Junka před jeho tragickou havárií na Nürburgringu.
Alpská soutěž spolehlivosti (Mezinárodní alpská jízda) se konala 12.-16. srpna za pořadatelství autoklubů Švýcarska, Itálie, Německa a Rakouska. Startovala v Miláně a po pěti dnech končila po 1900 km v Mnichově. Účast přihlášených byla velmi značná: 13 týmů a 63 jednotlivců. Z československých vozů zúčastnil tovární tým brněnské Zbrojovky (Soffer, Stohanzl a Karger). Tým Zbrojovky nebyl klasifikován, protože Soffer již v 1. etapě vzdal a soutěž nedokončil.

## Smrtelná nehoda
Bedřich Soffer tragicky zahynul ve středu 5. září 1928 poblíž Brna u Tvarožné, kde trénoval na závod Ecce Homo u Šternberka, na kterém měl řídit nový vůz Z 6V se šestiválcovým motorem Z 2 brněnské Zbrojovky. Dopoledne osudného dne pilně trénoval. Načež asi k jedenácté hodině se navracel do Brna. Podle pozdější výpovědi spolujedoucího mechanika Karla Flora spatřil Soffer na silnici dvě auta. V domnění, že jedou proti němu, strhl volant a sešlápl brzdu. V místech, kde končila stará asfaltovaná vozovka a začínala nově vyasfaltovaná silnice, tedy Soffer náhle zabrzdil a vůz se dostal do smyku, přes příkop vjel do pole, v poli se několikrát obrátil a dopadl na silnici z Tvarožné téměř nepoškozen. Při prvním přemetu vypadl z auta spolujezdec Flor. Soffer si nárazem na volant prorazil hrudník a při druhém přemetu vyletěl obloukem z vozu do vzdálenosti 11 m, hlavou přímo na kámen u silnice. V několika minutách s rozdrcenou hlavou skonal. Podle jiného popisu události zemřel při převozu do nemocnice. Po této tragické nehodě Zbrojovka celý projekt Z 6V/Z 2 zastavila. Smrt Bedřicha Soffera vedla Ing. Mackerleho k rezignaci na místo šéfkonstruktéra ve Zbrojovce.